# Croods 2 - En Ny Tid
Croods 2 - En Ny Tid (eng. The Croods: A New Age) er en animeret amerikansk film fra 2020 instrueret af Joel Crawford. Filmen er animeret af selskabet DreamWorks Animation i samarbejde med Universal Pictures.
Filmen blev fulgt op af Croods (2013).

## Danske stemmer[1]
- Bente Eskesen som Bedste
- Cecilie Stenspil som Eep
- Lars Brygmann som Fin Bedrested
- Jens Jacob Tychsen som Grug
- Marie Hammer Boda som Gry Bedrested
- Laus Høybye som Guy
- Samuel Glem Zeuthen som Guy (som ung)
- Albert Rosin Harson som Guys Far
- Jenna Bagge som Guys Mor
- Katrine Greis-Rosenthal som Liv Bedrested
- Albert Rosin Harson som Rem
- Augusta Käehne Mai som Sandy
- Jenna Bagge som Skærf
- Mathias Klenske som Thunk
- Trine Appel som Ugga